# Lacs Aumond
Lacs Aumond är sjöar i Kanada.   De ligger i provinsen Québec, i den sydöstra delen av landet, 190 km nordväst om huvudstaden Ottawa. Lacs Aumond ligger 359 meter över havet. Arean är 5,8 kvadratkilometer. Den sträcker sig 3,6 kilometer i nord-sydlig riktning, och 3,9 kilometer i öst-västlig riktning.
I omgivningarna runt Lacs Aumond växer i huvudsak blandskog. Trakten runt Lacs Aumond är nära nog obefolkad, med mindre än två invånare per kvadratkilometer.